# Harry Westermann
Harry Westermann (6 de Abril de 1909, Grimersum/Ostfriesland; 31 de Maio de 1986, Canadá) foi um jurista alemão.

## Biografia
Westermann foi filho de um pastor reformado de Grimersum. [1] Após estudar direito em Freiburg-im-Breisgau, e Viena, passou nos exames de ordem de Freiburg e Göttingen, 1931 e 1935, respectivamente. Obteve seu doutorado em 1932. Em Göttingen, trabalhou como advogado após sua formatura de 1935 a 1938, em um curso de revisão para o exames de ordem.[1] Em 1938, foi nomeado por Wilhelm Saur empregado da Universidade Karl-Ferdinand, onde em 1940, obteve sua habilitação.[1] Conitnuou lecionando de 1940 a 1942 como professor, e até 1945, como professor adjunto  na Reich University, em Praga, estabelecido pelo partido Nazista no protetorado da Boêmia e Morávia, a checa Universidade de Charles, havia sido fechada. Não se sabe o que foi de Westermann durante a desnazificação. 
Após a Segunda Guerra Mundial, Westermann foi nomeado professor catedrático da Westfälische Wilhelms-Universidade de Münster, onde permaneceu pelo resto de sua vida. Em 1952-53, ele foi reitor da faculdade de direito, e de 1953 a 1954, reitor da Universidade. Ele foi o fundador e co-Diretor de várias matérias interdisciplinares, institutos de pesquisa, do Instituto de Direito de Mineração e da Energia, o Instituto de Estudos Cooperativos e o Instituto Central de Ordenamento do Território.
O trabalho acadêmico de Westermann cobriu amplamente os campos do direito comercial e civil com um foco em direito de propriedade, direito cooperativo, e direito de mineração e energia. O prêmio Harry Westermann, fundado após seu falecimento, foi estabelecido para formar a nova geração de jovens acadêmicos da faculdade de direito da Universidade de Münster. É oferecido desde 1990 por trabalhos publicados destacados. O propósito do prêmio é remunerar os custos de pesquisa assumidos pelos vencedores.
Seu filho Harm Peter Westermann (nascido em 1938) foi professor de Direito Civil e Comercial até sua aposentadoria na Universidade Tübingen.

## Obras destacadas
- Grundbegriffe des BGB: Eine Einführung an Hand von Fällen (Verwaltung und Wirtschaft)  - "Termos Básicos do Código Civil: Uma Introdução aos Casos (Administração e Economia)"
- Sachenrecht - "Direito de Propriedade"